# Maloy Lozanes
Maria Lucia Moreno Lozañes o semplicemente MaLoY (Manila, 13 dicembre 1976) è una cantante filippina, seconda voce femminile del German Eurodance act Captain Jack dal 1999 al 2000.
Dopo aver interrotto per diverso tempo le proprie apparizioni sulla scena musicale, nel 2007 è tornata con il dj tedesco Shaun Baker.

## Biografia
Nata a Manila, nelle Filippine, da una famiglia di musicisti, MaLoY è l'unica figlia di Efren Lozañes, un cantante e poliedrico musicista, e di Gloria Moreno Lozañes, una semplice casalinga. Maloy Lozanes ha due fratelli: Antonio Lozañes, tastierista, e Michael Lozañes.
Ha poi fatto parte di parecchie show-band filippine; ciò le ha permesso di prendere parte ad alcuni tour che hanno toccato Singapore, la Malaysia e l'Indonesia, finché nel 1993 suo padre, che era in Germania fin dal 1970 con una band funk & soul chiamata PLEASE, decise di far entrare sia lei che suo fratello Tony nella band.

## Discografia
- 1997 - Toybox
  - "Love To The Limit" (Singolo)
- 1999 - Captain Jack
  - "Dream A Dream" (Singolo)

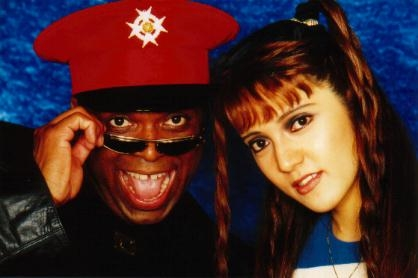
Franky Gee e Maloy (Captain Jack)

  - "Get Up" (Single) - featuring  Gypsy Kings
  - "The Captain's Revenge" (Album)
- 2000 - Captain Jack
  - "Only You" (Singolo)
- 2007 - Shaun Baker
  - "V.I.P." (Singolo)
  - "POWER" (Singolo)
- 2008 - Shaun Baker
  - "Hey, Hi, Hello" (Singolo)
  - "Could You, Would You, Should You" (Singolo)
- 2009 - Shaun Baker
  - "Give" (Singolo)

### Vari
- Dance Dance Revolution - KONAMI Video Game
- Tonight Is The Night - Le Click Album - (doppiaggio)